# مریم نشیبی
مریم نَشیبی یا مریم نَشیبا (زادهٔ ۱۳ اردیبهشت ۱۳۲۵ در تهران)، آموزگار و گویندهٔ رادیو و تلویزیون ایرانی است.
او لیسانس جغرافیای اقتصادی دارد و از سال ۱۳۵۱ تا سال ۱۳۷۴ دبیر جغرافیا در دبیرستان بوده و کار گویندگی در رادیو و تلویزیون را از ابتدای سال ۱۳۵۷ آغاز کرده و صرف‌نظر از یک وقفهٔ پنج‌ساله، تاکنون ادامه داده‌است. از سال ۱۳۷۴، پس‌از بازنشستگی از آموزش و پرورش، عمده فعالیت خود را بر گویندگی معطوف ساخته‌است. نَشیبا، علاوه‌بر گویندگی خبر و همکاری با برنامه‌های روزانه و هفتگی، اجرای برنامهٔ «شب‌بخیر کوچولو» را به‌صورت شبانه از سال ۱۳۶۹ پی گرفته‌است. خانم نَشیبی هم چنین مجری برنامه گلبانگ از رادیو ایران است. درزمینهٔ کار تلویزیونی نیز، ضمن گویندگی در برنامه‌های مستند علمی و آموزشی و برنامه‌های تلویزیونی سینما دو و سینما چهار، اجرای مجموعه‌های صداهای ماندگار و روز نوروز را برعهده داشته‌است.